# Васильевская церковь (Овруч)
Васильевская церковь — самый древний храм города Овруча, Житомирская область Украины. Ныне входит в комплекс Свято-Васильевского женского монастыря Украинской православной церкви (Московского патриархата), памятник архитектуры национального значения.
Сооружена в 1190 году князем Рюриком Ростиславичем. Строительством руководил древнерусский зодчий Пётр Милонег, один из четырёх архитекторов домонгольского периода, чьи имена сохранила история. По архитектуре храм близок Софии Киевской. Во внешнем оформлении использованы киевские, смоленские и гродненские приёмы, создающие строгое и одновременно богатое убранство храма. В 1321 году церковь была почти полностью разрушена литовцами, восстановлена в 1907—1909 годах архитектором Алексеем Щусевым. Росписи в церкви выполнил живописец Александр Блазнов. Сохранились также фрагменты древнерусских фресок.
Рядом расположен женский Свято-Васильевский монастырь, построенный в псковском архитектурном стиле одновременно с реставрацией храма. В комплекс входит келейный корпус и колокольня. 

## История храма
В 997 году великий князь Владимир посетил Овруч и построил там деревянную церковь во имя святого Василия Великого, именем которого он был назван при крещении. Церковь эта называлась Васильевская Златоверхая, так как крыша её была вызолочена. Она простояла более 100 лет, а потом князь Рюрик Ростиславич поставил на том месте новый каменный Васильевский Златоверхий собор. Храм был построен в византийском стиле, с пятью куполами. В XIII веке церковь святого Василия дважды была разрушена татарами (1240, 1299), но каждый раз обновлялась в прежнем виде. В 1321 году во время нападения Гедимина она подверглась новому разрушению. Гедимин вообще щадил православные храмы, но в этом случае он отступил от своего правила из-за упорства, проявленного овручанами при защите своего города. Была отстроена небольшая деревянная церковь. Вскоре она сгорела, а во второй половине XVI века овручане построили на её месте другую деревянную церковь, которая после известных событий унии перешла униатскому духовенству. Во время казацких войн церковь опять разрушена, а вскоре сооружена третья деревянная церковь, которая в 1784 году за ветхостью была разобрана. Развалины просуществовали до 1842 года, когда при раскопке фундамента, свод обрушился и от Васильевского храма уцелела одна алтарная восточная часть и часть северной стены с аркою перед входом в алтарь. Длина храма была 24 аршина, ширина — 14 аршин. В 1860 году предполагалось очистить от мусора и разровнять место вокруг развалин Васильевской церкви, укрепить железными связями, стены покрыть железными отливами. Очищенное место обнести решёткой, внутри ограды выстроить каменную часовню, и перенести в эту часовню две древние иконы Васильевского храма, находившиеся тогда в Успенской и Николаевской церкви Овруча. 23 июля 1860 года последовало Высочайшее повеление, которым разрешено было произвести по всей России сбор средств на поддержание Свято-Васильевского храма. Было собрано 13 тыс. рублей. В 1877 году план реконструкции в основном был осуществлён. 2 февраля 1904 года Волынское Епархиальное Владимир-Васильевское братство во главе с первосвященным Антонием инициировало восстановление древнейшей святыни в городе Овруче. В кассе братства имелось 5 тыс. рублей. Согласно Указу Св. Синода от 23 февраля 1904 года за № 217:
- предлагалось для исследования развалин и составления проекта реставрации командировать в Овруч коллежского секретаря Алексея Щусева
- руководство проектом восстановления возложить на Волынское Епархиальное Владимир-Васильевское братство во главе с первосвященным Антонием Храповицким

В середине июня 1904 года Священный Синод командировал Алексея Щусева в Овруч. Всю зиму он работал над проектом местного храма и к весне представил на суд проект пятиглавой церкви в духе традиций русской классики, органично включив в него сохранившиеся детали. Когда проект Щусева оказался на Петербургской выставке современной архитектуры, критики тут же поставили его в ряд самых ярких явлений современности. В художественных кругах и в прессе заговорили о щусевском направлении в архитектуре, объявив архитектора основоположником неорусского стиля. Так к Щусеву пришла слава. Он воспринял это совершенно спокойно.
30 сентября 1904 года за № 2354 было возбуждено ходатайство перед Св. Синодом о разрешении сбора пожертвований на Васильевский храм, которое было вскоре удовлетворено.
По заключению Алексея Щусева, храм мог быть восстановлен в прежнем византийском стиле и реставрация обошлась бы в сумму до 100 тыс. рублей. 15 декабря 1906 года Николай II дал согласие на проведение работ. Было решено реставрировать существующие развалины храма. 11 декабря 1906 года проект реставрации был одобрен Императорской Археологической комиссией. С мая 1907 года началась практическая работа по восстановлению храма при участии члена Археологической комиссии Петра Покрышкина. К этому времени в России уже утвердилось мнение о необходимости применения так называемого аналитического метода реставрации памятников, предусматривающего тщательное научное архитектурно-археологическое исследование. Реставраторы церкви Василия руководствовались такими главными принципами: все древние части постройки были оставлены в неприкосновенности; документированные части здания были выполнены из нового кирпича, изготовленного по старому образцу; все дополнения сделаны из кирпича белого цвета, отличавшегося от древней части постройки. Благодаря применению чёткой методики, тщательному архитектурно-археологическому исследованию и выполнению всех работ на высоком уровне реставрация церкви Василия получила всеобщее одобрение и признание. Архитекторы максимально старались оставить сохранившиеся детали, и это во многом удалось. Каждый кирпичик был пронумерован и лёг в точно предназначенное именно для него место. Кирпичи изготовляли по старым технологиям в виде плинфы. Даже металлические балки, которые были необходимы для укрепления конструкции, поверху обшили деревом, чтобы они как можно точнее соответствовали образу. В 1910 году Щусеву было присвоено звание академика архитектуры за удачную по результатам и оригинальную по методу реставрацию храма в Овруче. Сооружение выполнено в первоначальных формах, однако завершение было ошибочно сделано по типу церквей середины XII века, то есть с пониженными подпружными арками. Все надежные древние части руин включены в новую кладку без изменений. Купол, две башни и апсиды покрыты свинцовыми листами, основная крыша — листовым железом. Купол позолочен. Вместо деревянных (как в древности) установлены железные связи (для имитации дерева обшиты досками). Кирпич древнего образца изготовлялся на местном заводе. Наново выложены ступени на хоры в башнях. Ход в южной стене сделан по подобию северного, который частично сохранился. Полы уложены на уровне древнего порога и вымощены местным кварцитом. Возле сохранившихся стен уложены древние шиферные плиты. Скобянка выполнена на основании старинных рисунков и образцов. Сооружение четырёхстолпное, трёхалейдное, крестовокупольное, одноглавое. К западному фасаду примыкают две круглые в плане лестничные башни — уникальное явление для XII в. Башни и апсиды расчленены профилированными вертикальными тягами, а фасады — пучковыми пилястрами сложного профиля и декорированы рядами поребрика и аркатурными поясами. В сооружении использован интересный приём декорации фасадов — инкрустация стен камнями, утопленными в кирпичную кладку и отшлифованными с лицевой поверхности. Этот приём, известный гродненским зодчим, — свидетельство связи двух городов на Киевском торговом пути. Вдоль северной и южной стен интерьера сохранились галереи, которые имели оборонное назначение (аналогии в Борисоглебской церкви в городе Гродно).
В период реставрации при церкви был построен женский Васильевский монастырь, сооружения которого, расположенные на юго-восток от храма, выполнены в формах псковской архитектуры по проекту архитектора Владимира Максимова. Территория храма была немного расширена: прикуплены несколько соседних участков овруцких мещан для учреждения женского монастыря. Согласно Указу Св. Синода № 6612 от 1910 года при Васильевской церкви был учреждён женский монастырь, получивший участок земли с лесом в 24 десятины. В руководстве работами по реставрации храма принимал участие и помощник Щусева — Леонид Веснин. Постройка храма обошлась в 88 тысяч рублей. Также, Николай II пожертвовал 10 тыс. рублей из личных средств на иконостас, паникадило и лампады. В интерьере памятника сохранились фрагменты древних фресковых росписей, имевших позолоту. В 1907-1911 годах храм расписан художником Александром Блазновым фресками по образцу Новгородской Спасо-Нередицкой церкви. При росписи в храме Василия Златоверхого в Овруче известный русский живописец Кузьма Петров-Водкин выступает как замечательный мастер «церковного модерна». В октябре 1910 года художник расписывал одну из двух лестничных башен, стоящих по бокам западного фасада. Петров-Водкин изобразил библейские сцены «Авель приносит Богу жертву» и «Каин убивает своего брата Авеля», а в куполе башни поместил «Всевидящее око» и радугу. Работа захватила художника и предопределила его дальнейшие творческие устремления, неразрывно связанные теперь с высокими принципами древнерусского искусства. Размещение в точно воссозданном ансамбле собора росписей на неканонические темы, вероятно, объясняется тем, что они являются своеобразной аллегорией событий гибели князя Олега во рву Овручской крепости после разгрома войска дружиной его брата Ярополка. Одну из композиций выполнил художник Д. С. Стеллецкий. Росписи в графической манере с яркой гаммой красок. В начале 1911 года все работы по восстановлению храма были закончены.

## Приезд царя Николая II в Овруч на открытие Васильевской церкви
В феврале 1911 года стало известно, что Государь Император намерен осуществить выраженное им в 1909 году желание посетить город Овруч, чтобы присутствовать на освящении храма святого Василия. Намерение это царь подтвердил 11 февраля при представлении ему депутации во главе с архиепископом Антонием и представителями дворянства и земства Волынской губернии. И, естественно, что сам приезд русского царя Николая II в Овруч 3 сентября 1911 года на честь открытия после реставрации российским архитектором Алексеем Щусевым Свято-Васильевской церкви, стал событием для всего Овручского уезда. В этот день, в 8 часов 15 минут утра Николай II в сопровождении своей свиты отбыл на автомобилях со станции Коростень в Овруч. На пути следования все населённые пункты были украшены национальными флагами, арками, цветами, снопами:
На 4-й версте, не доезжая до Овруча, была поставлена красивая и оригинальная арка. Она представляла собой два гигантских улья, обитых коврами местной работы и крытых соломою. Ульи соединены были соломенной крышей в малороссийском стиле и украшены цветами, рушниками. Вверху под крышей была надпись «Слава Богу». Здесь во главе с архим. Митрофаном собрались крестные ходы от 36 приходов со своими настоятелями при народной же охране с 30000 крестьян, занявшими обе стороны тракта на протяжении 2-х вёрст. Когда царский поезд остановился, Государь Император изволил подойти к представлявшимся. Архимандрит Митрофан приветствовал Его Императорское Величество следующими словами: «Великий Царь наш Батюшка! Люди эти собрались сюда из разных сторон Полесского края на встречу Тебе, своему Батюшке. Пришли мы с молитвою, для чего принесли с собою церковные хоругви — эти священные знамёна Православия и святые иконы. Напутствуемый молением Твоего верного народа, войди Помазанник Божий, в наш древний город и вступи под священные своды храма, Твоею державною волею и помощью восстановленного. Благословен Грядый во имя Господне.»
При въезде в город Государя приветствовали представители Овруча. По обе стороны дороги тянулись ряды учащихся церковных и министерских школ с национальными флагами — всего около 2 тыс. детей. На городской площади выстроен был почётный караул 41-го Селенгинского пехотного полка и две роты потешных — одна из учеников Овручской и «Любаркинской» (цит. по ист.) второклассных церковных школ, а другая из учащихся министерских школ. Приняв парад потешных, царь обошёл все депутации: от дворян Волынской губернии, Губернского и Овручского земства, города Овруча, от крестьян Житомирского и Овручского уезда с их мировыми посредниками, представителей от волынских церковных школ с епархиальным наблюдателем и депутацию от министерских школ во главе с директором народных училищ Волынской губернии П. А. Тутковским. Когда Государь, окружённый своей свитою, принимал представлявшихся ему, в это время звонили в городских церквях, в том числе, в церкви св. Василия, из которой навстречу царю вышел крестный ход во главе с архиепископом Антонием. Крестный ход при пении хора монашек остановился в ограды церкви, ожидая Государя. Когда царь подошёл к храму, владыка Антоний приветствовал его длинной речью. После входа в храм началась литургия («царь коленоприклонённо молился»). Архиепископ приподнёс Государю храмовую икону святителя Василия Великого, а игуменья Павла — заздравную просфору. Антоний обратился к Государю с речью. Государь принял и «облобызал» святую икону и взял просфору. После окончания литургии, Николай II слушал академика Щусева о его реставрации. Затем Его Величество проследовал в покои настоятельницы: монахини пели тропарь, а стоявшие в ограде потешные «взяли на караул», и учащиеся церковных школ под руководством З. Волошкевича приветствовали Государя пением «Многие лета…» Николай II осмотрел монастырский корпус и внешний вид храма, поблагодарил архиепископа Антония за тёплый приём, осенив себя крестным знамением, при воссторженных кликах «Ура!!!» — выехал обратно на станцию Коростень.
В связи с приездом царя, был приведён в порядок центр города Овруча: уложена новая мостовая, отремонтированы дома, магазины. Сохранилась фотография И. Дубинского о приезде царя: государь стоит впереди своего окружения, в нижнем правом боку, будто надевает белые рукавички. Солдаты стоят точно на подбор: одинакового роста, высокие, стройные, подтянутые. Офицеры все с усами, с бородками. Ученики в белых рубашках, чёрных брюках.
В Российском государственном архиве кинофотодокументов (г. Красногорск Московской обл.) сохранилась киноплёнка о приезде Николая II в город Овруч (учётный № 12854, название: «Смотры потешных в г. Овруче»):
«Император Николай II в сопровождении свиты принимает парад потешных на площади г. Овруча. Представители города преподносят икону Николаю II, население преподносит императору хлеб-соль. Николай II обходит учащихся гимназий. Крестный ход во главе с духовенством. Молебен на площади города.» 

## Свято-Васильевский женский монастырь
В строительстве Свято-Василиевского храма активно участвовали сёстры женской общины. Первой настоятельницей общины была монахиня Лидия, а после её смерти в 1906 году управление общиной было передано инокине Павле. Сёстрам ежедневно приходилось исполнять тяжёлые работы. Они принимали участие в строительстве кирпичного завода и двухэтажного каменного жилого корпуса будущего монастыря. Статус монастыря община получила в 1910 году, а в 1912 году обновлённая церковь Святого Василия Великого стала соборным храмом Овручского Василиевского женского монастыря.
Накануне Первой мировой войны в монастыре проживали 75 монахинь. Отстроенный Василиевский собор существовал недолго. В годы советской власти монастырь был ликвидирован. В 1929 году монахинь выгнали из обители, а монастырский корпус передали войсковой части. В 1934—1941 годах здесь находилась колония для беспризорников. В 1934 году закрыли и Василиевский храм. Атеисты сорвали позолоченную кровлю и переделали храм в склад. Фрески, исполненные мастерами Александром Блазновым и Корнеем Савенюком в 1910—1911 годах, затёрли цементным раствором.
Овручский монастырь был вновь открыт только в 1941 году. Благодаря заботам епископа Леонтия, управлявшего Житомирской епархией, и с разрешением немецкой оккупационной власти 47 инокинь поселились в обители. Васильевский храм был передан приходской общине. В первые послевоенные годы советская власть из политических соображений на первых порах поддерживала Церковь, и в 1945 году Овручский монастырь зарегистрировали. Согласно постановлениям Совета министров СССР от 29 мая 1946 года и Совета министров УССР от 12 августа 1946 года «О православных монастырях», Житомирский облисполком обязал Овручский райисполком выделить Овручскому Василиевскому монастырю земельный участок с расчётом не больше 0,15 га на каждую насельницу, разрешить сестрам заниматься сельским хозяйством, промыслами, организовывать мастерские. На то время в монастыре проживали 78 насельниц (в 1946 году в Овручский монастырь переселили сестёр Успенской монашеской общины города Житомира, которые отказались от регистрации). Таким образом, Овручский монастырь получил в 1947 году 9 гектаров земли.
В 1947 году после двухгодичной борьбы с приходской общиной монахини Овручского монастыря добились передачи им Василиевского храма. В храме сохранились частица мощей преподобномученика Макария Каневского, архимандрита Овручского, Переяславского, которые находились в специальном углублении на иконе святого. За 1949 год Овручский женский монастырь от продажи свечей, просфор, монастырских изделий, сбора пожертвований и собранного урожая получил прибыль в сумме 43 тыс. руб. Однако деньги не шли на пользу обители: насельницы платили разные натуральные и денежные налоги. Согласно постановлению Совета министров СССР от 29 мая 1946 года, монастыри, которые имели хозяйства, обязаны отдавать государству зерно, картофель, продукты животноводства. Кроме того, инокини платили страховку за использование жилой площади, храма и церковного имущества. На 1 января 1950 года в монастырской казне остался лишь 1 рубль. Хозяйство монастыря было небольшим: два коня, две коровы, две козы, воз, плуг и другой сельхозинвентарь. Тяжёлые послевоенные годы не давали возможность сёстрам придерживаться общежительности, потому они жили единолично. Одни зарабатывали себе на жизнь в городе, другие изготавливали искусственные цветы, шили одежду, некоторые побирались Христа ради. Главным образом монастырь существовал за счёт совершения треб. Чтобы ликвидировать монастырь, местная власть задумала отобрать монастырские земли, но не смогла.
Только в 1958 году Овручский Василиевский женский монастырь был ликвидирован. Насельниц снова выселили из обители, а монастырский корпус передали детской больнице, потом — местному профессионально-техническому училищу. Василиевскую церковь передали приходской общине.
Согласно постановлениям Совета министров УССР от 24 августа 1963 года и от 6 сентября 1979 года монастырский корпус и храм были взяты под государственную охрану как памятники архитектуры XII—XV веков. С 1984 года киевская специальная научно-реставрационная мастерская Главстроя УССР начала реставрационные работы в Василиевском храме. В 1988 году инициативная группа некогда овручских монахинь во главе с монахиней Тамарой (Печниковой) ходатайствовала об открытии вновь Овручского монастыря. Областной Совет народных депутатов 19 июня 1990 года принял решение о передачи корпусов профессионально-технического училища епархиальному управлению Украинской православной церкви, а 28 октября 1991 года архиепископ Житомирский Иов (Тывонюк) утвердил статус Василиевского монастыря Житомирской епархии.